# Elwin
Elwin (anciennement mieuxplacer.com) est une fintech française spécialisée dans l'édition de logiciel en mode SaaS à destination des professionnels de l'épargne et du courtage, fondée en 2016 par Guillaume-Olivier Doré.
En mai 2022, l'entreprise est placée en liquidation judiciaire, elle est liquidée le 14/01/2024.

## Concept
mieuxplacer.com est un courtier digital, destiné à démocratiser l’accès aux produits d’épargne pour les particuliers.
Le site dispose d'une intelligence artificielle, nommée Lucy, un algorithme permettant de faire des propositions d'épargnes personnalisées parmi une centaine de millions de possibilités.
Ces produits d'épargne se composent notamment d'assurance vie, de plan d'épargne en actions (PEA), de fonds d'investissement de proximité (FIP) et de société civile de placement immobilier (SCPI).
Elwin propose ses outils, ainsi qu'une solution SaaS aux conseillers financiers.

## Historique
En avril 2016, Guillaume-Olivier Doré lance le site mieuxplacer.com via sa société Robin'Finance,.
En 2019, mieuxplacer.com réalise une nouvelle levée de fonds de 1.5 millions d'euros, puis de 2 millions d'euros en début d'année 2021, afin de se réorienter vers des services BtoB. Mieuxplacer.com devient alors mieuxplacer.tech puis Elwin.
Le 15 mai 2022 l'entreprise est placée en liquidation judiciaire.